# ASUS Eee Pad Transformer TF101
L'ASUS Eee Pad Transformer è un tablet Android 4.0.3 Ice Cream Sandwich presentato al CES 2011 e immesso nel mercato italiano nella seconda metà di aprile. La dotazione opzionale del tablet comprende anche una tastiera, con funzione di dock.

## Caratteristiche generali
L'Eee Pad Transformer è un tablet con uno schermo touch screen IPS da 10.1 pollici, con una risoluzione di 1280x800 e un SoC NVIDIA Tegra 2. È dotato di un modulo Wi-Fi 802.11 b/g/n ed è disponibile, dai primi di luglio, un modello comprensivo di connettività 3G.

### Tastiera dock
La tastiera opzionale con funzione di dock è una QWERTY completa, con touchpad, due porte USB 2.0, un lettore di schede SD e una batteria opzionale che porta la durata della batteria da 9.5 a 16 ore.
Le porte USB supportano memorie USB di ogni tipo, anche formattate in NTFS per i file più grandi di 4 Gigabyte. Questa caratteristica è comune anche allo slot SD.
Le unità vendute in Canada e marchiate CBIL (Canadian BI Lingual, cioè "Canadese BI-Lingue") hanno un layout della tastiera leggermente differente, al fine di supportare i caratteri accentati francesi. Il tasto Maiusc e il tasto Invio sono stati ridisegnati per consentire l'aggiunta di due tasti addizionali.

## Software
Il sistema operativo del Transformer è una versione modificata di Android 3.0 Honeycomb, successivamente aggiornata ad Android 3.1, 3.2, 3.2.1. I tasti fisici Home, Indietro e Menu presenti sulla tastiera sono stati ridisegnati per somigliare a quelli degli smartphone e sono state applicate varie patch per migliorare le funzionalità di alcuni programmi presenti nel pacchetto Android, come ad esempio il browser internet.
ASUS ha provveduto ad aggiungere alcune app per completare il corredo di default, come MyNet, MyLibrary, MyCloud, Press Reader, MyDesktop e Polaris Office 3 (quest'ultima per poter modificare completamente documenti Office)
Il primo aggiornamento software OTA per il Transformer è stato pubblicato il 16 aprile 2011; Questo update di sistema include widget aggiuntivi per MyZine, un servizio di e-shopping di widget per il desktop, ad esempio per le previsioni del tempo, email, calendario, galleria fotografica, ecc. Inoltre si aggiunge alla dotazione di app MyCloud, servizio di desktop remoto.
I primi di giugno 2011, ASUS pubblica la versione 3.1 di Android Honeycomb per il tablet. L'aggiornamento aggiunge la possibilità di ridimensionare i widget compatibili, una barra di scorrimento più larga per il browser e permette lo scorrimento delle app aperte, così da velocizzare il passaggio dall'una all'altra. Inoltre sono state applicate varie patch per aumentare l'usabilità e la velocità dell'unità.
Il 16 luglio 2011, è stato pubblicato un altro aggiornamento firmware OTA. Oltre agli aggiornamenti dei moduli di connettività del Transformer, l'update cambia lo splashscreen, aggiorna varie app, disabilita la funzione di auto-rotazione quando il tablet è nel dock e aggiunge il market NVIDIA TegraZone, contenente app e giochi specifici per unità Tegra dual-core.
Il 2 agosto 2011, il Transformer riceve l'update a Android 3.2 Honeycomb e altri aggiornamenti minori.
Il 29 settembre 2011 ASUS aggiorna il Transformer ad Android 3.2.1 con Firmware 8.6.5.13 per la versione Wi-Fi, mentre il 3 ottobre 2011 esce Android 3.2.1 con firmware 8.6.6.13 per la versione Wi-Fi+3G. Questo firmware migliora la sicurezza di Android e la stabilità della Wi-Fi, aggiorna le applicazioni stock di ASUS come Polaris Office e Supernote e migliora bug minori.
Il 24 febbraio 2012 ASUS aggiorna il Transformer ad Android Ice Cream Sandwich nella versione 4.0.3.

## Problemi noti
Il touch screen potrebbe improvvisamente smettere di funzionare se il tablet è lasciato in standby per qualche ora. Non esiste una procedura ufficiale per risolvere il problema: alcuni utenti riportano di aver risolto l'inconveniente dopo un reboot, dopo un factory reset oppure aspettando che la batteria fosse completamente scarica, mentre altri non sono riusciti a ovviare al problema con nessuna procedura.
La tastiera dock consuma la batteria notevolmente più veloce quando il tablet è lasciato connesso al dock.
Degli utenti hanno segnalato che alcune unità presentano un disequilibrio nel volume dei due altoparlanti, cioè quello destro ha un volume più alto rispetto al sinistro.
Altro problema minore è il "lightbleed" sui contorni dello schermo.
Infine alcuni modelli europei, con il firmware WW (WorldWide), hanno i canali Wi-Fi 12 e 13 bloccati, rendendo così impossibile la connessione con circa il 25% delle reti wireless in Europa. In Italia questa limitazione imposta da ASUS non si riscontra, poiché è possibile usare solo i primi undici canali.